# Солянников, Георгий Геннадьевич
Георгий Геннадьевич Солянников (род. 1 мая 1995, Никольское, Ленинградская область) — российский хоккеист, защитник.
На юношеском уровне играл за «Локомотив» Колпино и «Спартак» Москва. В сезоне 2013/13 игрок МХК «Динамо» СПб, затем выступал в клубах системы СКА — «СКА-Варяги» «СКА-1946», «СКА-Нева». В июне 2020 года в результате обмена перешёл в «Сочи», в его составе дебютировал в КХЛ. Через год вернулся в СКА. 6 июля был обменян на денежную компенсацию в тольяттинскую «Ладу», вернувшуюся в КХЛ. 8 мая 2024 года перешёл в «Адмирал».